# 恵施

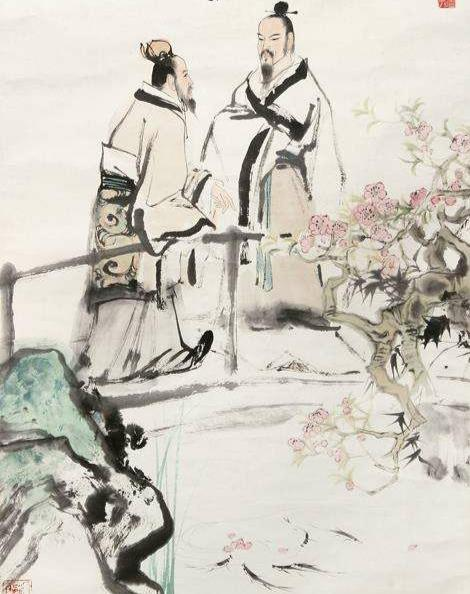
「知魚楽」について話す恵施と荘周

恵 施（けい し、拼音: Huì Shī、旧字体: 惠施、紀元前370年頃 - 紀元前310年頃）または恵子（けいし、拼音: Huìzi、旧字体: 惠子）は、古代中国戦国時代の政治家・思想家。
宋の出身。魏の宰相。諸子百家の名家の筆頭。荘周の友人。後世では蔵書家としても知られる。著作は散佚したが、学説や言行が様々な書物に散見される。

## 政治家として
魏の恵王・襄王の二代にわたって仕えた。その足跡は、『戦国策』『韓非子』『呂氏春秋』などに散見される。

### 魏の恵王期
紀元前343年頃、魏の恵王は、馬陵の戦いの大敗を受けて、斉への報復戦争を企てていた。すると恵施は、報復戦争ではなく外交的策略によって斉を攻めるべきだと進言した。恵王がこの進言を採用したところ、成功した（『戦国策』魏策二）。それ以来、恵王は恵施を魏の宰相とした。
恵王は恵施を深く寵愛していた。恵王は、あたかも斉の桓公が管仲にそうしたように、恵施を「仲父」と呼び、あたかも堯が許由にそうしたように、恵施に王位を譲ろうとさえした（『呂氏春秋』審応覧不屈篇）。一方で、恵施の政策や立法は理想主義的で非実用的な内容として、他の魏臣からしばしば批判された（『呂氏春秋』審応覧不屈篇、応言篇）。
恵施は民の救済・社稷の安定を、自身に課せられた使命・役割と考えていた（『説苑』雑言篇）。恵施はこのことを表明する際、『詩』の一節「凱弟君子、民之父母」（『詩経』大雅・泂酌）を引用して、自身を「民之父母」になぞらえている（『呂氏春秋』審応覧不屈篇）。
恵施が平和主義的な外交政策をとったのも、そのような民の救済のためだった（『呂氏春秋』開春論愛類篇の徐州相王での匡章との会話）。
紀元前322年、縦横家の張儀が、連衡策を背景に斉・楚との主戦論を説くと、魏では主戦論が主流になった。恵施は、合従策的な非戦論を説いたが支持されず、魏を去ることになった。その際、恵王に諫言的な発言をしている（『韓非子』内儲説上篇、『戦国策』魏策一）。なお、同じ年に孟子が魏を訪れているが、恵施と孟子の交流は伝わらない。
魏を去った後は、楚を訪ねたが拒絶され、そこから転じて宋の康王の庇護下に入った（『戦国策』楚策三）。

### 魏の襄王期
紀元前319年、魏の恵王が死去し、張儀が魏を去ると、恵施は魏に帰還して、恵王の後継者の襄王に仕えた。
襄王は王位について間もなく、恵王の国葬を行おうとしたが、豪雪により国葬が困難になってしまった。にもかかわらず、襄王は国葬を強行しようとした。恵施はこれを諌めて、民生安定を優先するべきこと、また、周の文王の「灓水」の故事を引いて、自然現象の背後には死者の意志があること等を説き、国葬を止めさせた（『呂氏春秋』開春論開春篇、『戦国策』魏策二）。
紀元前318年、公孫衍の主導のもと五国合従軍の秦征伐（函谷関の戦い）が行われると、恵施は戦後の収拾策のため楚に赴いて交渉した（『戦国策』楚策三）。紀元前316年には、趙にも赴いた（『戦国策』趙策三）。
襄王の宰相になった田需に対しては、助言を与えている（『戦国策』魏策二）。
恵施は紀元前310年頃には既に死んでいたと推定される。というのも、『史記』魏世家には、紀元前310年に田需が死んだ際の後任候補が挙げられているが、その中に恵施の名前が無いためである。

## 思想家として
恵施は公孫龍と並ぶ名家の中心人物として知られる。恵施の思想は、『荘子』天下篇（諸子百家の学説誌的な篇）の終盤で詳細に紹介される。天下篇には、「歴物十事」と通称される十個の学説が伝えられる。ただし、いずれも解釈に諸説ある。
天下篇によれば、恵施の著作は五台の車に積めるほど膨大にあった（「其書五車」）。しかしながら、漢代までに大半が散佚してしまい、『漢書』芸文志には僅かに『恵子』一篇だけが載っている。漢代の後は完全に散佚してしまい、『隋書』経籍志には『恵子』そのものが載っていない。
天下篇によれば、恵施は他の弁者たちと奇怪な学説をぶつけ合って楽しんでいた。また、南方の黄繚という奇人と、天が落ちてこない理由や気象現象の原因について語り合っていた。
『説苑』善説篇によれば、恵施は政治活動においても、比喩を巧みに用いて相手を言いくるめる人物として知られていた。
『韓非子』の諸篇（説林上篇・説林下篇・内儲説上篇・外儲説左上篇）には、恵施の警句的な発言が伝えられる（説林上篇では「恵子」ではなく「慧子」とも表記される）。
『荀子』の諸篇（不苟篇・非十二子篇・儒效篇・解蔽篇）では、恵施は邪説を説く者として、鄧析や他の諸子と一緒に非難されている。

### 歴物十事
1. 「至大無外、謂之大一。至小無内、謂之小一」
2. 「無厚不可積也、其大千里」
3. 「天与地卑、山与沢平」
4. 「日方中方睨、物方生方死」
5. 「大同而与小同異、此之謂小同異。万物畢同畢異、此之謂大同異」
6. 「南方無窮而有窮」
7. 「今日適越而昔来」
8. 「連環可解也」
9. 「我知天下之中央、燕之北、越之南也」
10. 「氾愛万物、天地一体也」

## 蔵書家として
上記の天下篇の「其書五車」は、著書ではなく蔵書と解釈されることもある。つまり、恵施には五台の車に積むほどの蔵書があったとされる。これを典故として、後世の漢詩文では、「五車」「五車之書」「恵車」という言葉が、「蔵書が多いこと」を意味する言葉として用いられた。

## 荘周の友人として
恵施は『荘子』に頻繁に登場し、荘周の友人または好敵手として、二人の交流が描かれている。二人が交流した時期は、恵施が上記の宋にいた時期、すなわち紀元前320年前後と推定される。
とりわけ、『荘子』秋水篇の著名な「知魚楽」の説話（濠梁之辯ともいう）では、荘周の聞き手をつとめている。
『荘子』秋水篇や『淮南子』斉俗訓には、二人はいつも会いたがっていた、という旨の説話が伝わる。
『荘子』至楽篇によれば、荘周の妻の死んだ際、恵施が弔問に訪れたところ、荘周は妻の死を悲しむどころか、むしろ楽しげに歌っていたという。
『荘子』徐无鬼篇や『淮南子』修務訓によれば、恵施の死後、荘周は「議論できる相手がこの世に一人もいなくなった」と悲嘆していたという。

## その他
『太平御覧』巻486所引『苻子』には、「恵子家窮」説話が伝わる。
『世説新語』文学篇では、東晋の謝玄と司馬道子が、恵施の思想が後世断絶した理由について会話している。
明末清初の方以智は『恵子与荘子書』（『薬地炮荘』総論下）で、恵施に仮託して方以智自身の思想を説いている。